# Remetalkes III
Remetalkes III lub Roimetalkes III (gr.: Ροιμητάλκης, Roimētálkēs) (zm. 46 n.e.) – król Tracji z młodszymi braćmi Polemonem i Kotysem IX w latach 19-38, potem samodzielnie od 38 do swej śmierci. Syn Kotysa VIII, króla Tracji.

## Rodzina
Remetalkes II należał do dynastii sapejskiej. Rodzicami byli Gajusz Juliusz Kotys VIII, król Tracji i Antonia Tryfena, córka Marka Antoniusza Polemona I Eusebesa Sotera, króla Małej Armenii, Pontu i Bosporu oraz Pytodoris Filometor, wnuczki po kądzieli Marka Antoniusza, rzymskiego triumwira. Dzięki babce był spowinowacony z dynastią julijsko-klaudyjską. Pytodoris była bowiem córką Pytodorosa z Tralles i Antonii, siostry przyrodniej Antonii Młodszej, babki Kaliguli, cesarza rzymskiego.
Odziedziczył nazwisko rodowe Gajusz Juliusz po ojcu i dziadku Remetalkesie I, który otrzymał obywatelstwo rzymskie. Po śmierci ojca zamieszkał z matką i rodzeństwem w Rzymie. Kształcił się tam razem z Kaligulą, przyszłym cesarzem rzymskim. Remetalkes przebywał na dworze kuzynki Antonii Młodszej, która była bardzo wpływową kobietą w Rzymie. Nadzorowała krąg książąt i księżnych oraz brała udział w politycznym zachowywaniu granic cesarstwa rzymskiego i spraw państw zależnych.

## Rządy w Tracji
W 19 r. Tyberiusz, cesarz rzymski, przywrócił królestwo dzieciom Kotysa VIII, tragicznie zmarłego króla Tracji. Postanowił podzielić królestwo na dwie części. Północna część przypadła Remetalkesowi II, synowi Reskuporisa III, a południowa dzieciom Kotysa VIII pod tymczasową opieką Trebellenusa Rufusa, byłego rzymskiego pretora. W 36/37 r. Remetalkes III otrzymał prestiżową godność publiczną, eponimicznego archonta w Atenach. W innym czasie był także eponimem w Chios. W 38 r. Kaligula, nowy cesarz rzymski, postanowił zadbać o nich. Najstarszemu Remetalkesowi III wyznaczono Trację, Gajuszowi Juliuszowi Polemonowi II Pont razem z królestwem bosporańskim. W Bosporze, w którym nigdy nie rządził, panowała jego siostra Gepaepyris. Najmłodszemu Gajuszowi Juliuszowi Kotysowi IX dano Małą Armenię. Kaligula później dodał mu jeszcze zapewne Sofene.

## Tracja prowincją rzymską
Remetalkes III był ostatnim królem rządzącym samodzielnie Tracją od 38 do 46 r., kiedy został zamordowany przez powstańców. Zmarł bezżennie i bezdzietnie. Tracja została anektowana przez Rzym i przekazana pod zarząd prokuratora. Prowincję Tracja, z powodu braku miast, podzielono na strategie, którymi zarządzali zhellenizowani traccy notable, posiadający często obywatelstwo rzymskie. Do aneksji doszło z powodu nieskuteczności rządów władców zależnych.